# Mbesa (Tansania)
Mbesa ist eine Kleinstadt mit rund 15.000 Einwohnern im Süden Tansanias. Sie gehört zum Distrikt Tunduru, der Teil der Region Ruvuma ist.

## Geografie

### Lage
Mbesa liegt rund 600 Meter über dem Meer, fünfzig Kilometer südwestlich der Distrikthauptstadt Tunduru und weniger als 40 Kilometer von der Grenze zu Mosambik entfernt. Die Fläche des Bezirks beträgt 30,5 Quadratkilometer.
Am Rande des Dorfes liegt eine Missionsstation, auf der etwa 30 Europäer wohnen und zusammen mit über 150 einheimischen Mitarbeitern arbeiten.

### Klima
Das Klima in Mbesa ist tropisch. Die Regenzeit dauert von Dezember bis März, besonders trocken sind die Monate Mai bis Oktober. Die Durchschnittstemperatur schwankt zwischen 20,9 Grad Celsius im Juli und 26,5 Grad im November.
|                        | Jan  | Feb  | Mär  | Apr  | Mai  | Jun  | Jul  | Aug  | Sep  | Okt  | Nov  | Dez  |   |      |
| Mittl. Temperatur (°C) | 24,2 | 23,9 | 23,4 | 22,8 | 22,3 | 21,2 | 20,9 | 22,2 | 24   | 25,7 | 26,5 | 25   | ⌀ | 23,5 |
| Mittl. Tagesmax. (°C)  | 28,7 | 28,3 | 27,6 | 26,6 | 26,7 | 25,9 | 25,7 | 27,4 | 29,7 | 31,5 | 32,1 | 29,8 | ⌀ | 28,3 |
| Mittl. Tagesmin. (°C)  | 21   | 20,7 | 20,4 | 19,6 | 18,1 | 16,5 | 16,1 | 16,9 | 18,3 | 20,1 | 21,4 | 21,2 | ⌀ | 19,2 |
|                        |      |      |      |      |      |      |      |      |      |      |      |      |   |      |
| Niederschlag (mm)      | 276  | 245  | 213  | 92   | 18   | 5    | 4    | 4    | 4    | 12   | 64   | 197  | Σ | 1134 |

| 21 |

| 20,7 |

| 20,4 |

| 19,6 |

| 18,1 |

| 16,5 |

| 16,1 |

| 16,9 |

| 18,3 |

| 20,1 |

| 21,4 |

| 21,2 |

| 21 |

| 20,7 |

| 20,4 |

| 19,6 |

| 18,1 |

| 16,5 |

| 16,1 |

| 16,9 |

| 18,3 |

| 20,1 |

| 21,4 |

| 21,2 |

## Geschichte
Um 1950 kam der englischer Missionar Dudley Dalton von Sambia in das südliche Tansania. Da es keine Gesundheitseinrichtungen gab, nahm er Kontakt mit dem Missionshaus Wiedenest auf. Als die ersten 5 Missionare 1957 nach Afrika kamen, wies ihnen der damalige englische Gouverneur in Tunduru den Weg nach Mbesa. Bereits 1959 wurde der Grundstein für das Krankenhaus gelegt. Gründer und langjähriger Arzt war Dr. Dankmar Stein. Das Krankenhaus wird noch heute von der evangelischen Kirche (Mbesa Mission Hospital) betrieben.
Die Einwohnerzahl der Stadt wuchs nur gering von 14.073 bei der Volkszählung 2002 auf 15.592 im Jahr 2012.

## Gliederung
Der Bezirk besteht aus fünf Gemeinden (Mtaa) mit 36 Orten (Kitongoji):
| Mbesa - Malyogo A - Malyogo B - Luwingu A - Luwingu B - Luwawa - Mchangani | Air Port - Ajika A - Pugu road - Mashine ya Maji - Maholela A - Mkanyageni - Nazareti - Nairobi - Maolela - Airport - Changarawe - Mnondwa - Mkunguni - Maholela B - Sekondari | Lijombo - Rahaleo - Nguvumoja - Mageuzi | Chikomo - Mwambao - Songambele - Ilala - Magumuchila - Madina - Lungwana - Kariakoo - Msigalika | Chinunje - Muungano - Majengo A - Mapinduzi - Majengo B - Luwawa |

## Wirtschaft und Infrastruktur

### Einrichtungen
- Krankenhaus mit 111 Betten, jährlich 5000 Patienten und mehr als 20.000 ambulanten Behandlungen.[8]
- Handwerkerschule (Nazareth)
- Stationswerkstatt (Garage)
- Haushaltsschule (Bethania)
- Waisenhaus
- tansanische Grundschule (Mkwaju)
- deutsche Grundschule – und weiterführende Schule, bis einschließlich der sechsten Klasse
- Verwaltung  (Office)

### Verkehr
- Straße: Die wichtigste Straßenverbindung ist die nicht asphaltierte Regionalstraße nach Tunduru. Sie führt weiter nach Westen und dann nach Norden zur 230 Kilometer entfernten Regionshauptstadt Songea.[9]
- Flughafen: Im Norden der Stadt liegt auf 604 Meter Meereshöhe ein kleiner Flughafen mit dem ICAO-Code HTBS.[10]